# Druhá republika
Druhá republika je označení pro politický systém Československa v období od 1. října 1938 do 15. března 1939, tedy v období od mnichovské dohody do německé okupace Čech a Moravy. Následovala po první republice a během 166 dní její existence došlo fakticky k federalizaci země vznikem autonomní Slovenské země a Karpatské Ukrajiny se samostatnými vládami. Druhá republika byla vlivem mnichovské dohody a následné první vídeňské arbitráže podstatně menší než její předchůdkyně. Oproti ní měla také výrazně nedemokratický charakter s řadou omezení svobod svých občanů. Od 23. listopadu 1938 pak oficiální název státu zněl Česko-Slovenská republika, zkráceně Česko-Slovensko.

## Příčiny vzniku

### Problém menšin v poválečné Evropě
Po první světové válce vzniklo na troskách Rakousko-Uherska, kromě jiných, i Československo – stát rozkládající se na území Čech, Moravy, Českého Slezska, Slovenska a Podkarpatské Rusi. Hned od počátku měl nemalé problémy s národnostními menšinami Němců, Maďarů a Poláků, které svou existenci v rámci Československa odmítaly a vyvíjely snahy vymanit se z vězení národů, jak byla ČSR v propagandě (zejména německé) hanlivě nazývána (podobně Češi nazývali Rakousko-Uhersko vězením národů).
Po světovém krachu ekonomiky roku 1929 byly nejvíce zasaženy státy Evropy – hlavně ty s velkým vývozem a tedy i Německo. Poté, co se tam 30. 1. 1933 Adolf Hitler dostal k moci, začal budovat svou nacionálně-socialistickou Třetí říši. Německo postupně přestalo platit reparace, obnovilo povinnou vojenskou službu pro všechny mladé muže a začalo tak znovu budovat armádu, která byla po 1. světové válce nuceně omezena jen na 100 000 mužů. V roce 1935 Liga národů uspořádala plebiscit v Sársku, které bylo od konce 1. světové války z pověření Společnosti národů spravováno Francií. Hlasování rozhodlo o připojení k Německu. O rok později, tedy v roce 1936, obsadil i demilitarizované Porýní obsazené Francouzi, kde dle rozhodnutí Versailleské mírové konference nesměli být žádní němečtí vojáci. Německá armáda byla tehdy ještě slabá, proto měla rozkaz v případě francouzského zásahu ustoupit. K tomu však nedošlo.
Jedna z Hitlerových tužeb byla vytvořit velký stát německy mluvících obyvatel. Ovšem tato strategie narážela na problém – Němci žili nejen v Německu, ale i v Rakousku, Polsku, Jugoslávii či ČSR. Se začleněním Rakouska (anšlus) do Říše nebyly větší potíže; proběhlo za jásání Rakušanů a nečinného přihlížení Francie a Velké Británie, které praktikovaly politiku appeasementu (tzn. ústupků a usmiřování). U ostatních zemí se silnými německými menšinami se nedalo s takovýmto průběhem počítat a bylo jasné, že dojde ke konfliktu. Jako první bylo na ráně právě Československo. Němci měli v Československu stejná práva jako ostatní obyvatelé, měli své základní, střední i vysoké školy, kulturní organizace, knihovny, v oblastech s minimálně 20% menšinou byla jedním z úředních jazyků i němčina atd. Skutečným cílem Hitlera v kontextu jeho dobyvatelské politiky bylo rozbití demokratické ČSR a jeho následná anexe Německem. Zájem měl především o vyspělý čs. průmysl, který chtěl získat nepoškozený. Proto se všemi možnými způsoby snažil vyhnout válečnému konfliktu na čs. území, který by mohl průmysl poškodit.

### Mnichovská dohoda a konec První republiky

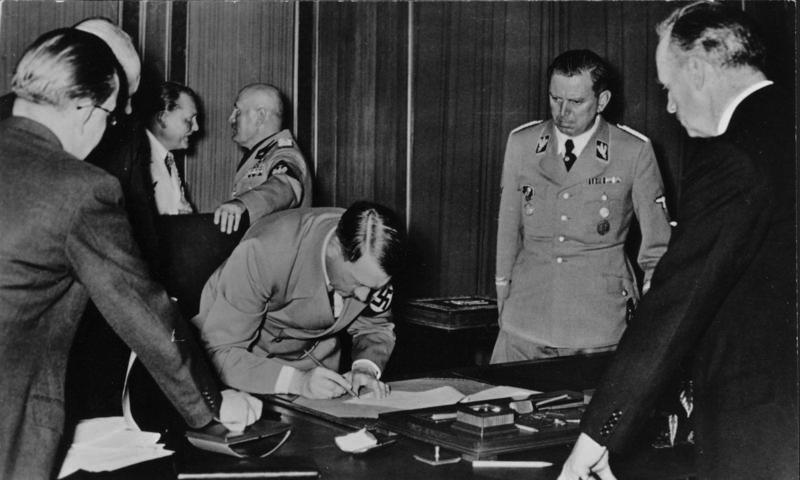
Podpis Mnichovské dohody

Hitler k získání vyspělého čs. území využil sudetské Němce a jejich stranu vedenou Konradem Henleinem, tzv. SdP. Instruoval ji tak, aby od čs. vlády požadovala více, než mohla splnit, a měl tak záminku k "záchraně" Sudet. Tam tehdy nejen žilo 3,5 milionu Němců, ale bylo zde i množství průmyslu a moderní systém pohraničních opevnění. Většina místních tzv. sudetských Němců byla fascinována Hitlerem a nacismem. V obecních volbách na jaře 1938 získala Sudetoněmecká strana (SdP) bezmála 90% všech sudetoněmeckých hlasů, a stala se nejsilnější stranou v Československu. Jejich tlak se stupňoval a donutil československou vládu k dalším ústupkům. Ta nakonec 5. září 1938 přijala i Karlovarský program, který zasahoval v některých svých bodech do suverenity Československa. Němci, jejichž skutečným cílem nebyly autonomní požadavky, ale připojení tzv. Sudet k Německu, však vyvolali incident v Ostravě a situace vygradovala 12. září sudetoněmeckým pučem, který však byl potlačen. Sudetoněmecká strana (SdP) byla zakázána a Henlein utekl do Německa.

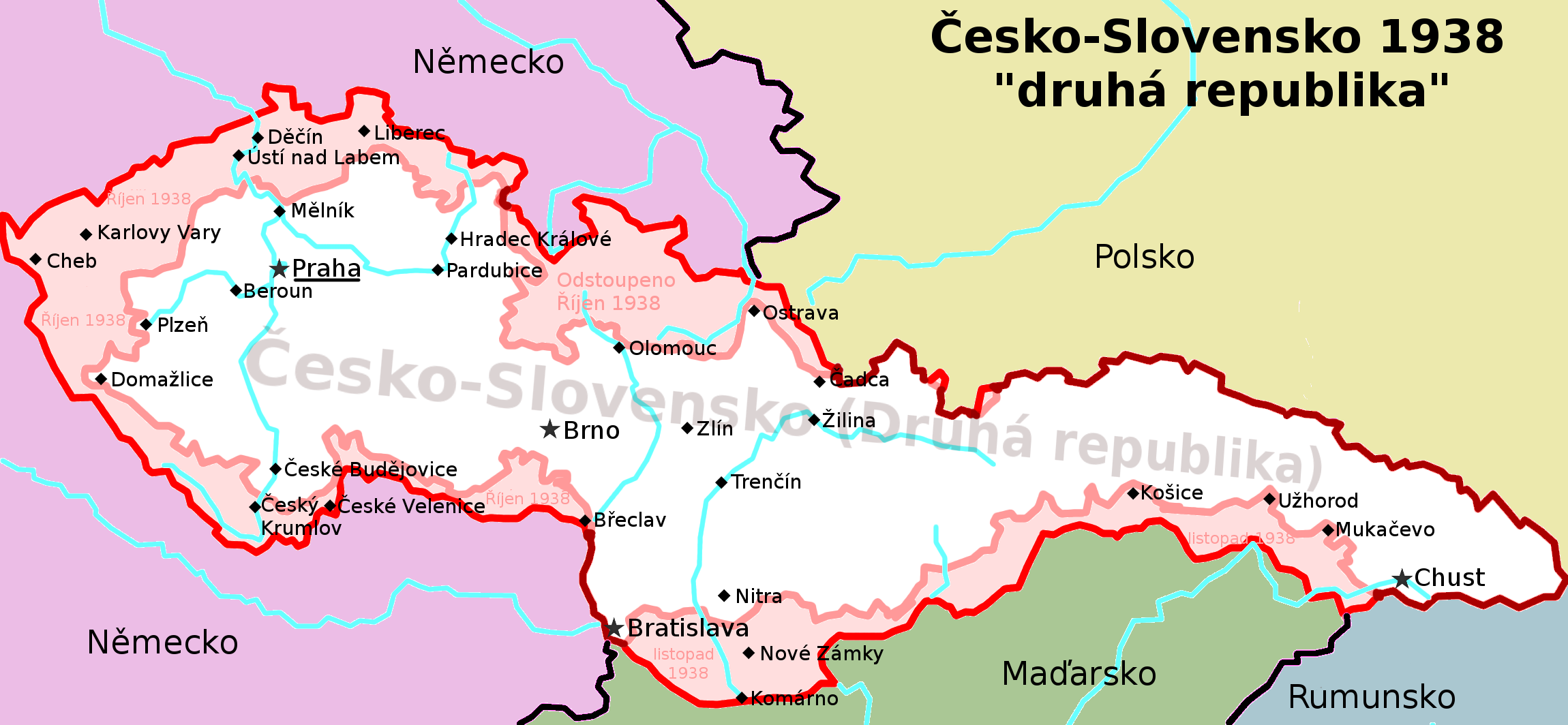
Československá republika v roce 1938

Mezitím hlavní západní mocnosti (Spojené království a Francie) jednaly s Německem o mírovém rozřešení situace, přičemž Hitler neustále prohlašoval, že rozpoutá válku, jestli mu nebude po vůli. Důvod jejich chování vychází z politiky appeasementu, tedy chování, jehož smyslem je mír za každou cenu a ústupky požadavkům agresora ve snaze o jeho nasycení. Tato taktika vedla k Mnichovské dohodě – dohodě Francie, Velké Británie, Itálie a Německa. Ty rozhodly, že Československo musí odevzdat Sudety Německu, a vyřešit postavení polské a maďarské menšiny v Československu, a jestliže se nepodřídí, ponese vinu za následnou válku a její důsledky. Československá vláda se nakonec v bezvýchodné situaci podvolila nátlaku svých dosavadních spojenců a souhlasila s postoupením území. Po polském ultimátu ze dne 30. září byla postoupena Polsku také velká část českého Těšínska. To byl konec První republiky.

## Česko-Slovensko

### Říjen 1938

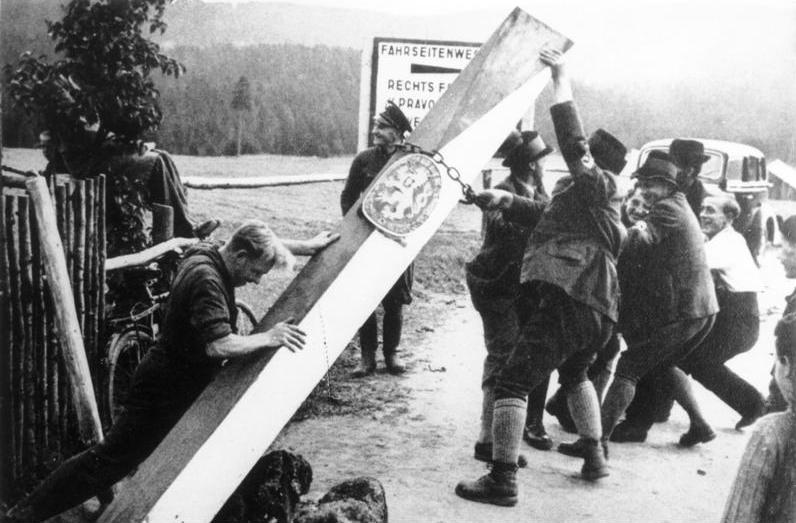
Sudetští Němci ničí čs. hraniční sloupy

1. říjen 1938 začal pro Československo potupně. První německé jednotky začaly obsazovat československé pohraničí. Začalo i vystěhovávání českých obyvatel z pohraničí, kteří byli na mnoha místech vyháněni svými bývalými německými sousedy i sudetoněmeckými bojůvkami. Část obyvatel odešla z důvodů ztráty zaměstnání sama (státní úředníci, četníci, vojáci), část musela opustit své domovy násilím, část odešla z kombinace obou předcházejících důvodů. Násilí v pohraničí pokračovalo, sudetoněmecké jednotky Freikorpsu mnohdy střílely po českých občanech i četnících, kteří zajišťovali vyklízení. Náčelník sudetoněmeckého Freikorpsu ve Vratislavi vydal tajný rozkaz: „Nic nezapalovat... Kořist řádně odevzdat. Rudé a Čechy na útěku vyřídit...“ Policejní ředitelství v Moravské Ostravě hlásilo o přepadech Československa z polského území. Prostřednictvím rozhlasu se ozvalo též Maďarsko, které požadovalo „vyřešení maďarské otázky v Československu“. 1. října došlo i k tajnému převezení ostatků Karla Hynka Máchy z Litoměřic do Prahy. 2. října 1938 odevzdal maďarský velvyslanec v ČSR nótu s žádostí o sdělení, kdy a kde je Československo ochotno zahájit jednání. Polské vojsko vstoupilo do Českého Těšína, německé vojsko obsadilo Šluknovský a Frýdlantský výběžek.

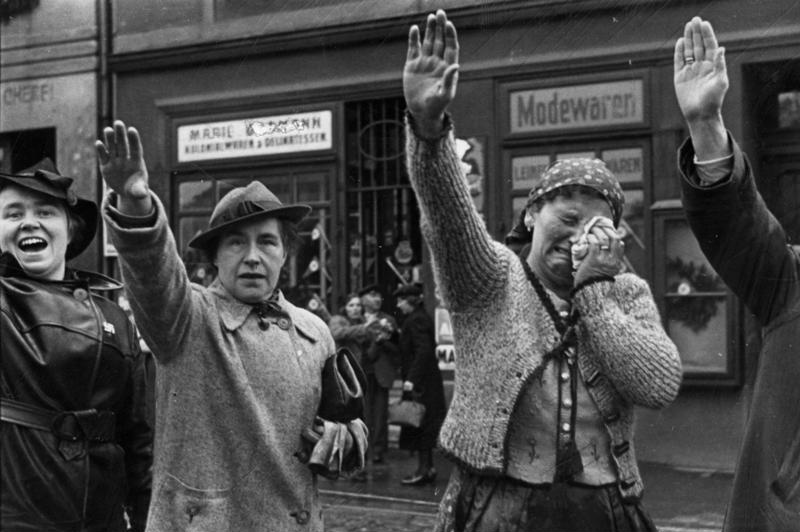
Nadšená a k pláči dojatá sudetská Němka z Chebu vítá příjezd německých vojsk

O den později přijel na okupované území u Aše Adolf Hitler, provázený německou nacistickou špičkou. Delegace byly vítány davy nadšených Sudetských Němců. Prezident Edvard Beneš 5. října abdikoval a 22. října odletěl do Británie (později do USA). Téhož dne překročily hranice na jižním Slovensku jednotky maďarské pohraniční stráže a vyprovokovaly incident s jednotkami Stráže obrany státu. 6. října byla na Slovensku podepsána tzv. Žilinská dohoda, která vyhlásila slovenskou autonomii. Dne 8. října Hitler vydal směrnici Ribbentropovu úřadu podporovat autonomii Slovenska a Podkarpatské Rusi, ale prozatím ve svazku ČSR. V českém pohraničí pokračovaly násilnosti německých ordnerů, bylo zabito či zraněno a posléze odvlečeno několik příslušníků Stráže obrany státu, avšak britská mise, která dohlížela na předávání českého pohraničí nacistickému Německu, proti těmto praktikám nezasáhla. 10. října 1938 obsadila německá armáda Petržalku a v Bratislavě byla ustanovena Deutsche Partei. 11. října byla vyhlášena autonomie Podkarpatské Rusi. 12. října bylo napadeno předsunuté mužstvo Československé armády v Osekách na Prachaticku. Jednalo se o jeden z mnoha útoků, které prováděli Němci na delimitační čáře během roku 1938 a kteří se pokoušeli zabrat území, které jim podle Mnichovské dohody nenáleželo. Útoky proti československým pohraničním jednotkám za strany Maďarska probíhaly i na jižním Slovensku a na Podkarpatské Rusi. Současně probíhala jednání mezi Československem a Maďarskem o odstoupení oblastí s převahou maďarského obyvatelstva Maďarsku. V obsazených Sudetech pokračovaly návštěvy Adolfa Hitlera se soukmenovci. V pátek 28. října 1938 se neuskutečnily oficiální oslavy vzniku Československé republiky, které již byly předtím zrušeny. Došlo jen k několika pietním aktům u hrobu Neznámého vojína či hrobu prezidenta T. G. Masaryka. Dne 31. října 1938 byla henleinovci přepadena Moravská Chrastová, kde žilo převážně české obyvatelstvo. Československé jednotky však vytlačily Němce zpět, ale došlo k několika obětem na životech, několik Čechů bylo odvlečeno.
Celkové ztráty pomnichovského Československa činily 41 098 km² území a 4 879 000 obyvatel.

### Události závěru roku 1938

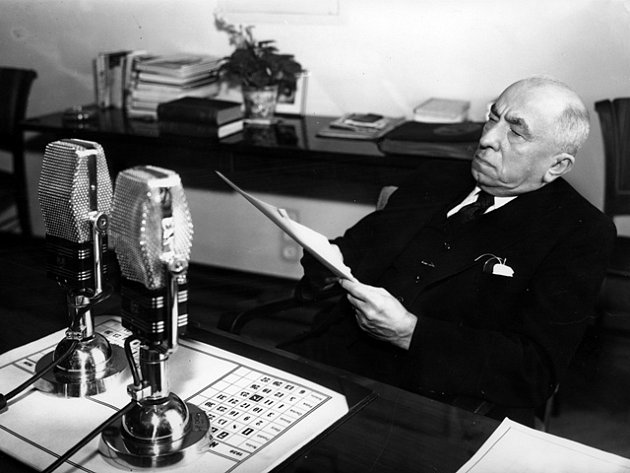
Prezident Emil Hácha při četbě vánočního projevu 22. prosince 1938

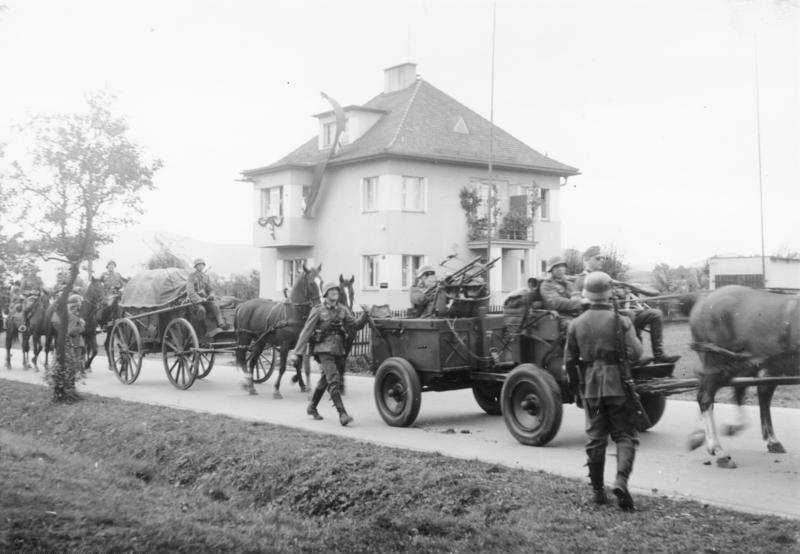
Wehrmacht zabírá české pohraničí

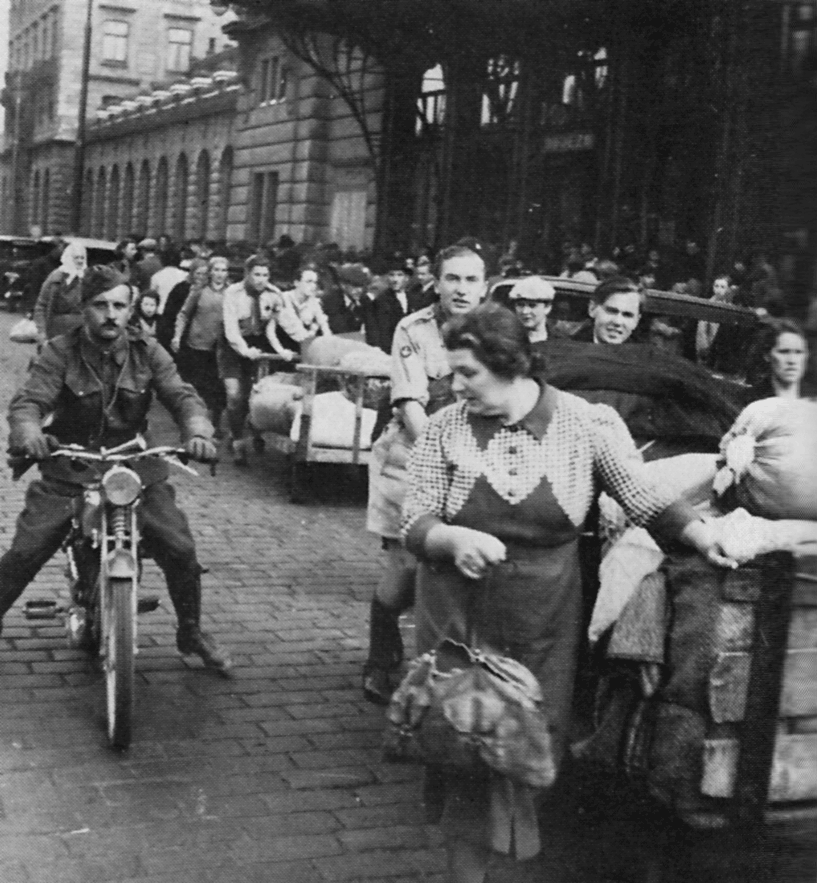
Příjezd českých uprchlíků z pohraničí před Wilsonovým nádražím v Praze

Druhá republika s novým prezidentem Emilem Háchou, který byl uveden do funkce 30. listopadu 1938, byla jen stín té první – množství průmyslu, obranných opevnění, komunikací spolu s 33 % plochy českých zemí bylo ztraceno. Navíc bylo nutno postarat se o desetitisíce uprchlíků ze zabraných území. Např. k 1. listopadu 1938 bylo provizorně obydleno uprchlíky z pohraničí 6000 železničních vagónů. Uprchlíci neměli často práci, jejich majetky zůstaly v zabraném pohraničí. Stát začal kopírovat italský fašistický model. Byla vytvořena Strana národní jednoty, kde se pod vedením agrárníků sjednotily občanské strany a část národních socialistů. Jako legální opozice působila Národní strana práce složená ze sociálních demokratů a levého křídla národních socialistů. Nový premiér Rudolf Beran byl vždy silně pravicově orientovaný (oproti ostatním agrárníkům) a skeptický k liberalismu a demokracii. Komunistická strana byla rozpuštěna, třebaže její členové zůstali v parlamentu. Byla zavedena tvrdá cenzura. V prosinci byl vydán zmocňovací zákon, který zmocňoval vládu a prezidenta, aby vládli bez parlamentu, a parlament se rozešel. Program Strany národní jednoty byl inspirován korporativistickým programem italských fašistů a byly vydány také antisemitské dekrety. „Záruky“, k nimž se zavázal v Mnichovské dohodě Adolf Hitler, zůstaly pouze na papíře. Stále docházelo k pohraničním incidentům, mnozí čs. příslušníci ozbrojených sil zůstali po únosu na německé území „nezvěstní“. Nenastalo dohodnuté propuštění části Čechů, zajatých před 1. říjnem 1938 v době Mnichovské krize. Z německého koncentračního tábora v Dachau se podařilo propašovat do Československa zprávu o 16 tisících vězních, mezi nimiž je 42 zavlečených Čechů. Německo pokračovalo v diktátu při stanovování dalších záborů českého území, a to i v případech, že se jednalo o obce s převahou českého obyvatelstva.

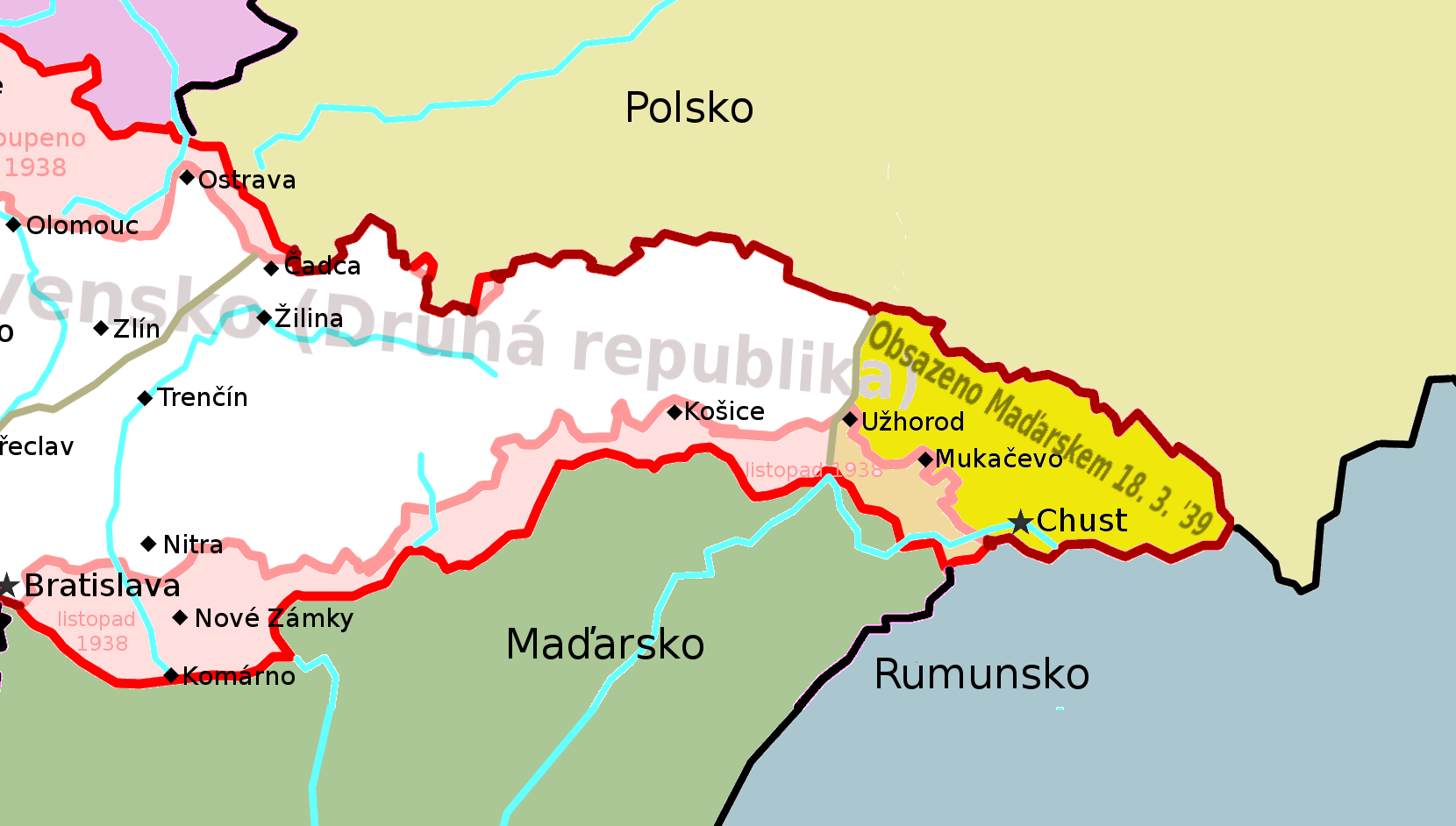
Slovensko a Podkarpatská Rus (Karpatská Ukrajina) za druhé republiky

2. listopadu bylo dovršeno i jednání o odstoupení jižních částí Slovenska a Podkarpatské Rusi horthyovskému Maďarsku (První vídeňská arbitráž). Na okupované části Slovenska i Podkarpatské Rusi (přejmenované v listopadu 1938 na Karpatskou Ukrajinu) došlo pod nátlakem Maďarů k nucenému odchodu slovenského a rusínského obyvatelstva. Ani po následném záboru odstoupeného území nenastal na nové československo-maďarské hranici klid, maďarské silové složky dále pokračovaly v útocích na příslušníky Stráže obrany státu. Stát byl v závěru roku nucen řešit neutěšenou situaci uprchlíků z pohraničí, kteří neměli stále střechu nad hlavou ani zaměstnání. Například 25. listopadu vydala československá vláda nařízení, aby okresní úřady podle možností umisťovaly zemědělské uprchlíky s jejich rodinami a hospodářským inventářem v zemědělských závodech nad 50 ha výměry. Na pomoc uprchlíkům byly pořádány i veřejné sbírky, peníze došly i od organizací a církví ze zahraničí. Do konce roku 1938 se podařilo československým úřadům z velké části vyřešit jak problém uprchlíků, tak problémy výroby, zásobování, školství či peněžnictví. V odtržených Sudetech se české obyvatelstvo dostalo do pozice národnostní menšiny bez jakýchkoliv práv. Byly zrušeny všechny české politické strany a spolky, jejich majetek byl zabaven, v úředním styku byl zakázán český jazyk, česky se nesmělo mluvit ani na veřejnosti a v dopravních prostředcích. Češi nesměli vykonávat zaměstnání v kterékoliv instituci státní správy. Byly zrušeny všechny české noviny, byl zakázán tisk českých knih, do kin nesměl přijít žádný český film, bylo zrušeno české vysílání v rozhlasu. Zakázána byla i česká divadelní ochotnická představení, fotbalová utkání, taneční zábavy, poutě, veřejná procesí. Němečtí nacisté rozpoutali v pohraničí i hon na Židy, což vyvrcholilo v listopadu 1938 Křišťálovou nocí.
Autonomie východních částí republiky byla potvrzena ústavními zákony účinnými od 23. listopadu 1938 (Slovensko) a 16. prosince 1938 (Podkarpatská Rus). Od účinnosti zákona o slovenské autonomii se rovněž začal v názvu republiky užívat spojovník a stát se nazýval Česko-Slovensko.
Dne 26. prosince se sešel prezident Hácha s několika slovenskými představiteli v čele s premiérem Jozefem Tisem a obvinil je, že se snaží Slovensko odtrhnout. Tiso to popřel a přislíbil vyloučit z vlády všechny separatisty.

### Leden – březen 1939

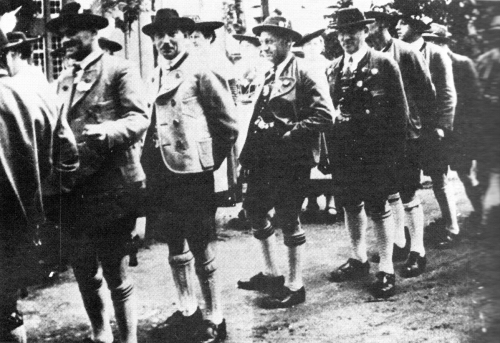
V únoru 1939 opět začaly – tentokrát v okleštěném vnitrozemí – henleinovské provokace pod heslem Heil März!

Počátek roku 1939 byl ve znamení zvýšeného nátlaku na Česko-Slovensko jak ze strany nacistického Německa, tak ze strany Maďarska. 12. ledna dostaly vybrané jednotky Wehrmachtu tajnou směrnici o pohotovosti v nasazení v Čechách. Na nové hranici na jižním Slovensku a Podkarpatské Rusi probíhaly stupňující se incidenty Maďarů, kteří stříleli na československé pohraniční jednotky a vnikali na čs. území. 21. ledna 1939 navštívil Berlín čs. ministr zahraničních věcí František Chvalkovský, který přijel jednat o vzájemných vztazích a německých zárukách pro Česko-Slovensko. Oficiální návštěva, však pro československou delegaci dopadla velmi nepříznivě. Chvalkovský byl vypeskován jak od Joachima Ribbentropa, tak od Hitlera, který mu nadiktoval, jakým směrem se má další československá politika ubírat. Počátkem roku 1939 probíhala jednání Hitlera s maďarskými a slovenskými představiteli, která směřovala k úplnému rozbití čs. státu. 12. února navštívil Německo slovenský politik Tuka, který „odevzdával osud slovenského národa do Hitlerovy péče“. Nátlak Německa pokračoval i nadále ve všech oblastech. Čs. vláda byla např. nucena povolit užívat německým občanům vlaječky s hákovým křížem či Čechům naopak zakázat používat některé symboly První republiky. Byly zabavovány letáky, které mohly Němce „podráždit“. Čs. ministerstvo obrany bylo nuceno povolit vydat Němcům některé plány československých zbraní. Špatně dopadl pokus čs. politiků vyhlásit neutralitu, kterou Hitler z pozice síly „zatrhl“. Německo též po Česko-Slovensku požadovalo, aby vydalo alikvotní podíl čs. zlata a deviz, který připadal na krytí oběživa v Sudetech. Čs. strana souhlasila za podmínek, že Německo převezme i alikvotní část čs. státního dluhu, což Němci odmítli. Pod obrovským nátlakem nakonec byli nuceni zástupci Národní banky československé podepsat smlouvu s německou Říšskou bankou, podle níž ČSR uvolňuje 481 miliónů korun, z toho 465,8 ve zlatě a zbytek v devizách, pro krytí oběživa v uloupeném pohraničí.
Počátkem března 1939 obdržela československá vláda první informace o tom, že nacisté obsadí zbytek ČSR a účastníci Mnichovské dohody Velká Británie, Francie a Itálie proti tomu nic nepodniknou. Když se proti tomu vláda pokoušela u signatářů dohody protestovat, pouze Němce popudila.
Na Moravském Slovácku se uskutečnila akce slovenských fašistů pro připojení této oblasti ke Slovensku. Na samotném Slovensku došlo k protičeské kampani, situace došla tak daleko, že čs. vláda vyhlásila na Slovensku výjimečný stav a v noci z 9. na 10. března převzala v této části republiky moc armáda. Vedoucí separatističtí politici Tuka, Mach a Černák byli zatčeni, Hácha jmenoval novou vládu Jozefa Siváka, kterou po dvou dnech nahradila vláda Karola Sidora. Zásah si nevyžádal žádné námitky ze zahraničí vyjma Německa, obyvatelé Slovenska ho ale odsoudili. 11. března 1939 dal německý ministr propagandy Joseph Goebbels pokyn říšskému tisku k vystupňování protičeské propagandy. V Praze i Bratislavě probíhala horečná jednání o vyřešení krize sestavením nové autonomní vlády Slovenska. V Praze vyprovokovali pražští Němci hospodskou rvačku, která skončila policejním zásahem. O den později se 80 německých studentů snažilo vykřikováním Heil Hitler vyvolat další srážku. Dne 13. března zaútočila skupina asi 600 Němců na četnickou stanici ve Stonařově a došlo k lynčování četníků. Téhož dne se uskutečnil pochod asi šesti tisíc brněnských Němců směrem k Pohořelicím, kde na nových protektorátních hranicích zapálili českou celnici a rozehnali její osazenstvo. Čs. zástupci z Vídně sdělili, že se k čs. hranicím blíží jednotky Wehrmachtu. K nejzásadnější události tohoto dne však došlo v Berlíně, kam na Hitlerovo pozvání odletěli slovenští předáci Jozef Tiso a Ferdinand Ďurčanský. Ty postavil Hitler před hotovou věc – buď vyhlásí samostatný Slovenský stát, jehož hranice bude Německo garantovat, nebo bude Slovensko okupováno Maďary. Tiso předložil ihned tento Hitlerův požadavek Snemu Slovenskej krajiny, který ho následující den 14. března krátce po 12. hodině schválil. Na Podkarpatské Rusi se téhož dne uskutečnil pokus bojůvek Karpatské Síče o puč, který byl čs. vojenskými jednotkami potlačen. Do Prahy však dorazilo ultimátum z Budapešti, které požadovalo připojení zbytku Podkarpatské Rusi k Maďarsku. Předseda chustské vlády Vološin sice telegrafoval Hitlerovi, aby přiměl maďarskou vládu dodržovat usnesení vídeňské arbitráže, ale marně. Čs. vojska dostala rozkaz ke stažení z Podkarpatské Rusi, přičemž sváděla s maďarskými jednotkami tuhé ústupové boje. Část československých vojsk byla nucena ustoupit na území Rumunska a Polska. Největší boje mezi jednotkami Karpatské Siče, dobrovolníky z řad obyvatelstva čerstvě vyhlášené Karpatské Ukrajiny a maďarskými Honvédy se konal na Krasném Poli u Chustu.

## Politické strany za druhé republiky

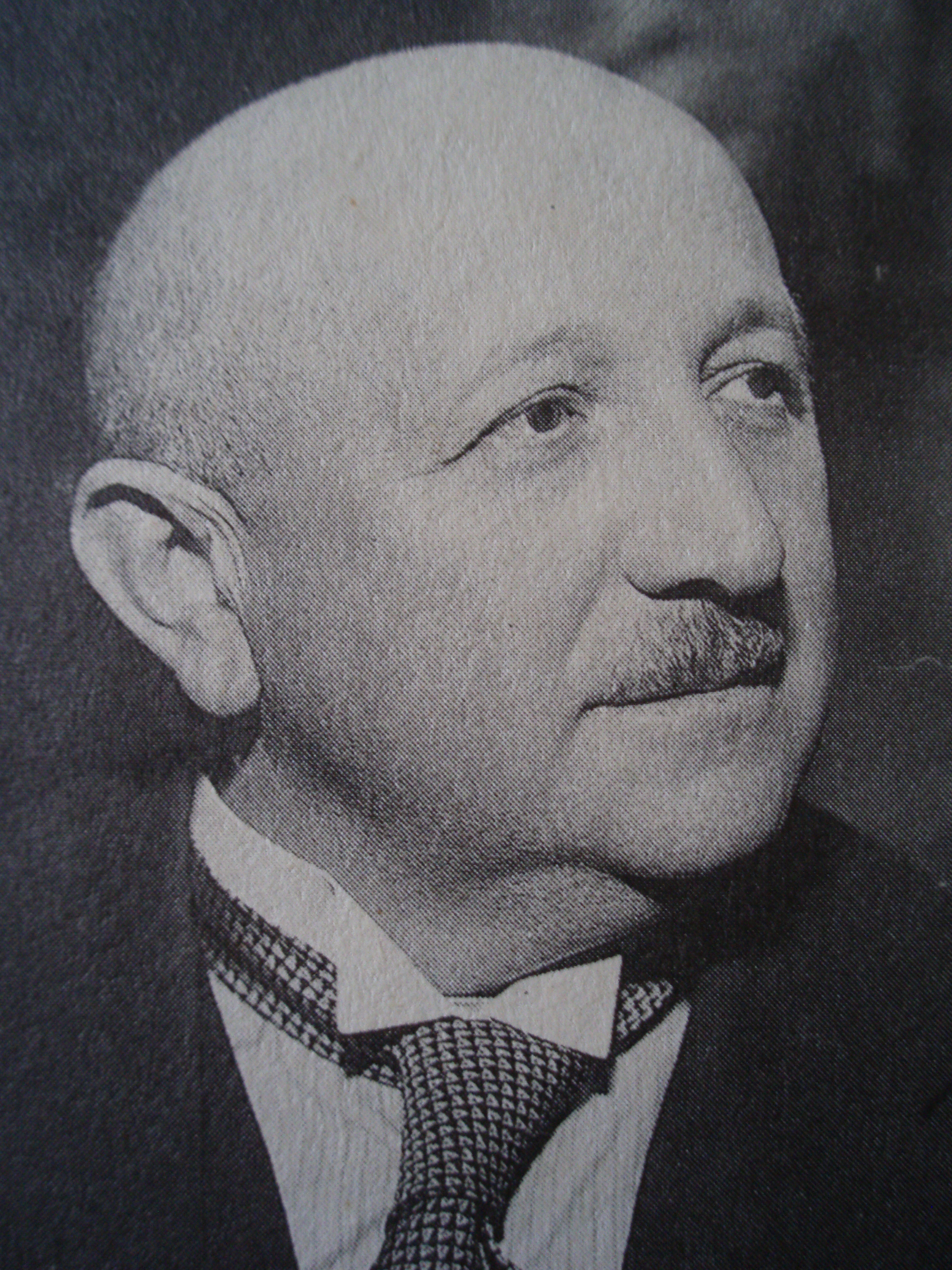
Premiér Česko-Slovenské republiky Rudolf Beran

- Strana národní jednoty představovala vládní stranu. Svou orientací směřovala k nacionálně akcentovanému autoritativnímu režimu. Jejím předsedou byl Rudolf Beran. Strana vznikla sjednocením všech tehdejších českých politických stran, kromě ČSDSD, Komunistické strany Československa (KSČ) a části ČSNS, sdružovala tak všechny tehdejší nelevicové strany. Jádro strany tvořila bývalá agrární strana. Po vzniku Protektorátu Čechy a Morava strana prakticky zanikla, když část členstva založila stranu Národní souručenství.

- Národní strana práce byla opoziční levicová strana. Tvořila ji převážná část členstva zaniklé ČSDSD a část členů ČSNS. Předsedou strany byl Antonín Hampl. Strana představovala umírněnou opozici vůči vládní straně, proti jejímž autoritářským tendencím hájila principy parlamentní demokracie.

- Hlinkova slovenská ľudová strana vyhlásila v září 1938 autonomii Slovenska a v prosinci téhož roku se s HSĽS sloučila většina tehdejších slovenských stran. Ve volbách do Snemu Slovenskej krajiny v prosinci 1938 získala jednotná kandidátní listina formace Hlinkova slovenská ľudová strana - Strana slovenskej národnej jednoty více než 97 % všech hlasů.[19]

- Kromě toho existovala politická reprezentace německé menšiny na zbytkovém území Česko-Slovenska. Šlo o nástupkyni Sudetoněmecké strany, kterou během druhé republiky na území republiky vedl Ernst Kundt. Považovala se za součást říšské politické strany NSDAP.

## Konec druhé republiky

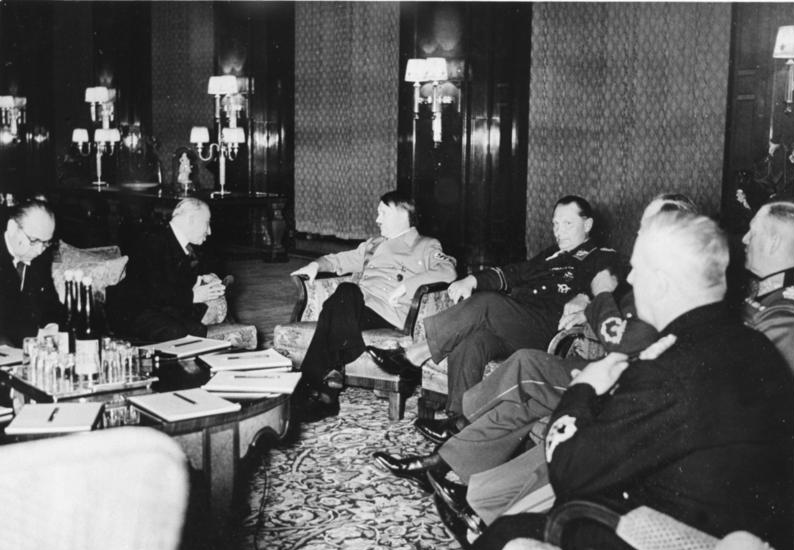
Berlín 14.–15. březen 1939 – jednání E. Háchy s A. Hitlerem

Začátkem března 1939 získala československá rozvědka zprávy, že odtržení Slovenska a obsazení zbytku republiky Německem má dojít 15. března. Poté, co tento poznatek předali velení armády a státu, dohodli se čelní zpravodajci se zástupcem britské rozvědky, že odletí do Londýna a budou vyvíjet zpravodajskou činnost proti Německu odtamtud.
Dne 14. března v 16 hodin odjel prezident Emil Hácha zvláštním vlakem z Prahy do Berlína. O hodinu později odstartovalo z Ruzyňského letiště letadlo s plk. F. Moravcem a deseti zpravodajskými důstojníky druhého oddělení Hlavního štábu čs. armády, kteří odváželi nejdůležitější věci z tajného archívu do Anglie. V 19.30 hodin telefonoval přednosta poštovního úřadu v Moravské Ostravě, že místní policejní ředitelství, radnici, nádraží a další důležité budovy obsadili Němci. Nedlouho na to zahájila osádka kasáren v Místku boj, při němž došlo v řadách německých vojsk ke ztrátám. Na rozkaz nejvyššího velení však musela být palba zastavena.
Na Václavském náměstí v Praze vyprovokovali němečtí studenti srážky s českými obyvateli. Krátce po půlnoci na 15. březen začínají brněnští Němci přebírat ve městě moc. Postupně obsadili radnici, policejní ředitelství, zemský úřad a další budovy. 15. března v 1.15 hodin vstoupil prezident Hácha a ministr zahraničí Chvalkovský do nové budovy říšského kancléřství. Po přívětivém úvodním slovu Háchy začal Hitlerův monolog, při němž oznámil, že vydal vojsku rozkaz obsadit české země a připojit je k Německé říši. Ve stále útočnějším tónu Hitler vyhrožoval rozbitím země, bombardováním měst, likvidací obyvatelstva. Krátce po druhé hodině určil Hitler přestávku, při níž Hácha volal do Prahy, aby svolal ministerskou radu. Hitler však vyhrožoval i po přestávce, ale Hácha odolával až do doby, kdy ho stihl srdeční záchvat. I poté se snažil jednat, ale nakonec byl zlomen. Před 4 hodinou ranní podepsali Hácha a Chvalkovský „prohlášení německé a česko-slovenské vlády“, kde se mimo jiné praví: „Čs. prezident prohlásil, že... klade osud českého národa a země s plnou důvěrou do rukou vůdce Německé říše.“

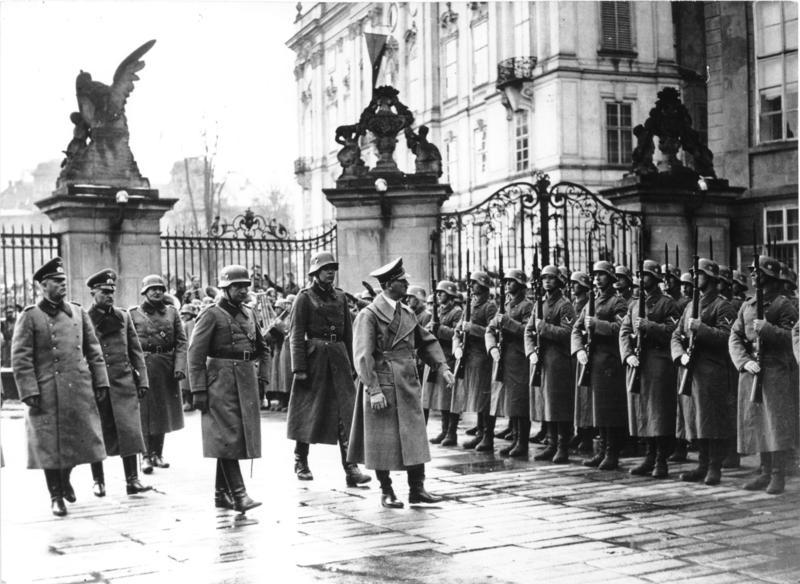
Hitler v Praze 15. března 1939

Mezitím v Praze došlo k zasedání vlády, kde byl vydán rozkaz všem armádním sborům neklást jakýkoliv odpor. Ve 4.30 hodin začal pražský rozhlas vysílat rozkaz o chystaném vstupu německých vojsk v 6.00 hodin ráno na území Čech a Moravy. 15. března v časných ranních hodinách začala německá armáda obsazovat okleštěný zbytek Čech a Moravy. V nevlídném dni byla přijata nevlídně zaťatými pěstmi českým obyvatelstvem.[zdroj?] Pouze tam, kde žila silná německá menšina, byly německé okupační jednotky vítány svými soukmenovci. Na nárožích ulic se objevila vyhláška „Rozkas pro Obyvatele!“ o převzetí výkonné moci na území obsazené Wehrmachtem. V 19.15 hodin přijel na Pražský hrad Hitler, hradní stráž vystřídali esesáci. Zvláštní vlak s Emilem Háchou se vrátil do Prahy až v 19.30 hodin s úmyslným zpožděním. Ve čtvrtek 16. března vydal Hitler na Pražském hradě Výnos o zřízení Protektorátu Čechy a Morava. Česko-slovenská vláda byla přejmenována v nezměněném složení na vládu protektorátní. Nezávislá republika fakticky skončila.